# 1528 w literaturze
Wydarzenia literackie w 1528 roku.

## Nowe książki
- Marcello Palingenio Stellato, Zodiacus vitae
- David Lyndsay The Dreme

## Urodzili się
- Jean-Jacques Boissard, francuski poeta
- António Ferreira, portugalski poeta
- Atagi Fuyuyasu, japoński wojownik i poeta